# Université internationale de Grand-Bassam
L'université internationale de Grand-Bassam (UIGB) est un établissement privé d'enseignement supérieur situé dans la ville de Grand-Bassam, au sud-est de la Côte d'Ivoire.

## Historique
Fondée en 2007, l'UIGB est une institution privée autonome et, conformément aux lois en vigueur en République de Côte d'Ivoire, est assimilée à une organisation à but non lucratif.
En étroit partenariat avec la Georgia State University, il s'agit de la première université de type américain en Côte d'Ivoire.

## Organisation
L'UIGB dispose de deux facultés qui dispensent trois types de formation et préparent à deux diplômes, : 

### Types de formation proposés
- Business administration
- International relations and strategic studies
- Computer science

### Diplômes préparés
- Bachelor of Art (Bac+4)
- Bachelor of Science (Bac+4)